# Deogracias Abaga
Deogracias Abaga Edu Mangue (* 3. August 1980 in Malabo), auch in der Schreibweise Deogracias Abaga bekannt, ist ein ehemaliger äquatorialguineischer Fußballspieler auf der Position eines Mittelfeldspielers. Er war zuletzt für Atlético Malabo und die äquatorialguineische Fußballnationalmannschaft aktiv.

## Karriere

### Verein
Seine Vereinskarriere begann Abaga in seiner äquatorialguineischen Heimat, wo er bis ins Jahr 1998 im Kader des Hauptstadtklubs Atlético Malabo stand. Seit wann er den Verein angehörte, ist aus den Quellen jedoch nicht ersichtlich. 1998 verließ er den afrikanischen Kontinent in Richtung Mittelamerika und schloss sich dort den salvadorianischen Erstligisten Árabe Marte an. In seiner Debütsaison für die Hauptstädter platzierte er sich, an der Seite von Óscar Jiménez, Ernesto Góchez und Stürmer Orlando Martinez, auf den zweiten Platz. Er unterlag jedoch mit der Mannschaft im Halbfinale um die Meisterschaft dem späteren Landesmeister CD Luis Ángel Firpo mit 2:1 nach Hin- und Rückspiel. In den Jahren 1999 bis 2001 belegte Abanga mit den Los Marcianos nur Platzierungen im unteren Abschnitt der Tabelle und konnte somit auch in diesen Spielzeiten keine Titel gewinnen. Im Jahr 2001 kehrte er nach Afrika zurück und schloss sich erneut seinem Heimatverein Atlético Malabo an, wo er mit der Copa Equatoguineana seinen ersten Vereinstitel gewann. Nachdem die Saison 2002 ohne Titel und lediglich 4. Platz in der laufenden Meisterschaft abgeschlossen wurde, gewann er ein Jahr später mit der äquatorialguineischen Meisterschaft seinen ersten Landesmeistertitel. Informationen, ob er im gleichen Jahr auch den Nationalen Pokal gewann, sind, wie der weitere Verlauf seiner Karriere nach 2003, aus den Quellen nicht zu entnehmen.
.

### Nationalmannschaft
Sein Debüt für die äquatorialguineische Fußballnationalmannschaft gab Abaga am 2. August 1998, im Rahmen der Qualifikation zum Afrika-Cup 2000
unter den damaligen Trainer Pedro Mabale Fuga, gegen die Auswahl von Gabun (0:2). Auch bei der 3:0-Niederlage im Rückspiel und einen Freundschaftsspiel gegen selbigen Gegner ein Jahr später kam er zum Einsatz. Seinen letzten Einsatz im Trikot der Nzalang Nacional bestritt Abaga am 14. November 1999 im Freundschaftsspiel gegen die Mannschaft des afrikanischen Inselstaat São Tomé und Príncipe.

### Erfolge
Verein
- Äquatorialguineischer Meister: 2003
- Äquatorialguineischer Pokalsieger: 2001